# Rockfile Media Services
Rockfile Media Services, med varumärket Rockfile, är ett företag som grundades 1991 i Eskilstuna. Företaget har numera sitt huvudkontor i Västerås men har kontor och lager i Eskilstuna och Stockholm. Verksamheten har fyra inriktningar: informationsmäklare; produktion av manus; foto och artiklar till främst fackpress; promotion samt CD-produktion.
Rockfile har producerat de svenska och norska delarna av Euro Pop Book och Euro Jazz Book samt varit återförsäljare av kontaktuppgifter gällande musik och upplevelseindustri från hela världen. Recording Industry Sourcebook, Australasian, Music & Media Radioguide, Music Guide Sweden m.fl.